# Josef Masopust
Josef Masopust (sinh ngày 9 tháng 2 năm 1931 tại Střimice - mất ngày 29 tháng 6 năm 2015 tại Praha) là cựu cầu thủ và huấn luyện viên bóng đá người Tiệp Khắc. Ông giành được danh hiệu Quả bóng vàng châu Âu năm 1962. Tháng 11 năm 2003, ông được Liên đoàn bóng đá Cộng hoà Séc bầu chọn là Cầu thủ vàng của Cộng hoà Séc - danh hiệu cho cầu thủ xuất sắc nhất Séc trong 50 năm, nhân dịp kỉ niệm 50 năm ngày thành lập UEFA. Ông chơi ở vị trí tiền vệ và là một cầu thủ không thể thiếu của Tiệp Khắc. 
Năm 1962, Masopust đưa đội tuyển Tiệp Khắc lọt vào trận chung kết World Cup 1962. Ông ghi bàn mở tỉ số trận đấu giúp Tiệp Khắc dẫn trước, tuy nhiên chung cuộc Tiệp Khắc thua Brasil. Nhờ vào màn trình diễn tại vòng chung kết World Cup, ông giành được Quả Bóng Vàng năm 1962. Tổng cộng, ông khoác áo đội tuyển 63 lần, ghi được 10 bàn thắng (ông cũng tham gia World Cup 1958). Tại châu Âu, ông cùng Tiệp Khắc giành vị trí thứ ba tại Euro 1960.
Ở cấp câu lạc bộ, Masopust đầu tiên đá cho câu lạc bộ ít tên tuổi Baník Most. Đến năm 19 tuổi, ông chuyển sang FK Teplice. Năm 1952, ông tới Dukla Praha và cùng đội bóng này giành 8 chức vô địch quốc gia. Khi ra nước ngoài thi đấu vào năm 1968, ông giúp Molenbeek lên chơi ở giải hạng nhất của Bỉ với vai trò là cầu thủ kiêm huấn luyện viên. Trở về nước, ông tiếp tục làm huấn luyện viên tại Dukla, và thành công nhất là chức vô địch Séc với Zbrojovka Brno năm 1978. Vào thập niên 1980, ông có thời gian dẫn dắt đội tuyển Tiệp Khắc trước khi sang Indonesia huấn luyện.
Ông được Pelé đưa vào danh sách 125 cầu thủ còn sống vĩ đại nhất vào tháng 3 năm 2004. Ông mất ngày 29 tháng 6 năm 2015 tại Praha.